# Viande d'agneau de prés salés
Pour les articles homonymes, voir viande d'agneau et prés salés.
La viande d'agneau de prés salés est un produit agricole d'élevage ovin pastoral traditionnel, élevés dans des pâturages de prés salés d'estrans de bord de Manche essentiellement en France, mais aussi, dans une moindre mesure, au Royaume Uni, en Allemagne, aux Pays-Bas et au Québec. Recouverts de végétation halophile à forte salinité et teneur en iode, ces prés donnent à cette viande rare et prisée un goût spécifique, en particulier dans la baie du Mont-Saint-Michel et sur la Côte des Havres en Normandie, ainsi que dans la baie de Somme et la baie d'Authie, en Hauts-de-France.

## Histoire
Le pâturage des marais salés a pu accompagner leur formation. Depuis 9 000 ans, les dépôts sédimentaires qui s'accumulent dans les grandes baies atlantiques ont favorisé le développement de nombreuses activités économiques ou de subsistance : pêcheries et salines néolithiques accompagnent l'agriculture et l'élevage extensif dont celui du pré salé (appelé localement herbu) qui est par exemple avéré dès le IIe siècle sur la rive nord de l'Elbe. Sources de revenus, les schorres sont des terrains convoités dont la propriété revient le plus souvent aux grands seigneurs, au roi ou à l'État. Au haut Moyen Âge, la propriété de ces domaines passe assez fréquemment du pouvoir politique au pouvoir religieux, généralement sous forme de don aux grandes abbayes qui s'implantent dans le « désert » (en bord de mer ou dans les grands massifs forestiers). Ainsi, dès le VIIe siècle, certaines abbayes littorales telle que le monastère de Saint-Bertin mettent en valeur l'estran en y développant l'élevage de vastes troupeaux d'ovins.
Les moines du Mont-Saint-Michel possèdent depuis au moins le XIe siècle un droit de brebiage qui leur permet de choisir la meilleure brebis de chaque exploitation de la baie du Mont-Saint-Michel et l'élever entre terre et mer. La peau des moutons de pré salé est notamment destinée à la viande (dont les miquelots contribuent à étendre la réputation) et à la confection des parchemins,.
« L'élevage ovin en baie de Somme est plus récent : les premiers témoignages de la présence de cet élevage remontent au XVe siècle. À partir du XVIe siècle, une large superficie de pâturages est constituée grâce à des donations de terres par des moines de l'abbaye de Saint-Valery ou par des seigneurs. Puis au XIXe siècle, de petits exploitants agricoles endossaient le rôle de berger après le travail de la terre le matin, et ils faisaient paître leurs animaux sur les talus et des terrains en friches ».
Dans la seconde moitié du XIXe siècle, les terres gagnées sur la mer par poldérisation favorisent l'élevage intensif des vaches laitières et l'élevage extensif des agneaux de pré salé. Cette évolution incite les riverains des baies à vouloir tirer parti du « droit de pacage sur l'herbu », en important parfois des races ovines adaptées aux marais salants. La rusticité et les meilleurs qualités bouchères (conformation musculaire et rapidité de croissance) de ces races permettent de répondre à la consommation croissante de produits carnés à partir de la révolution industrielle, le pré salé restant comme les autres viandes un produit de luxe réservé aux classes les plus aisées à cette époque.
Concernant le goût de la viande elle n'a pas un goût salé prononcé, mais sa saveur est reconnue plus fine qu'un agneau de pays classique.
Cette consommation continue à croître tout au long du XXe siècle. Depuis les années 1980, elle « a mené les distributeurs et les bouchers à inciter les éleveurs à augmenter et désaisonnaliser (en) leur production. Pour cela, les races locales ont été partiellement voire totalement remplacées par des brebis et béliers de race Suffolk » qui exigent des rations plus riches… L'augmentation de taille des cheptels, et le surpâturage qui en découle en raison de la non extension des surfaces de pâturage, conduit à la méfiance des organisations environnementales « à l'égard de cette activité traditionnelle, tandis que les gastronomes dénoncent la perte de typicité de la viande. Parallèlement, les conditions administratives sont devenues plus difficiles. Les marais salés font partie du domaine maritime, qui est inaliénable et incessible ». De plus, la loi littoral rend la construction ou l'extension de bergeries sur le littoral quasiment impossible.
« Les premières démarches de protection de l'élevage de prés salés remontent aux années 1980 ; il s'agit alors de construire des filières de prés salés autour d'une marques pour empêcher les fraudes, notamment l'usurpation de la désignation “pré salé” » ou de l'indication de provenance “Mont-Saint-Michel” ».
Ces démarches ont conduit les éleveurs à reconquérir le lien entre production et terroir, lesquels s'associent aux autres usagers des herbus pour tenter de mettre en place des politiques de préservation et protection de ce milieu fragile afin de rendre durable l'utilisation des prés salés.

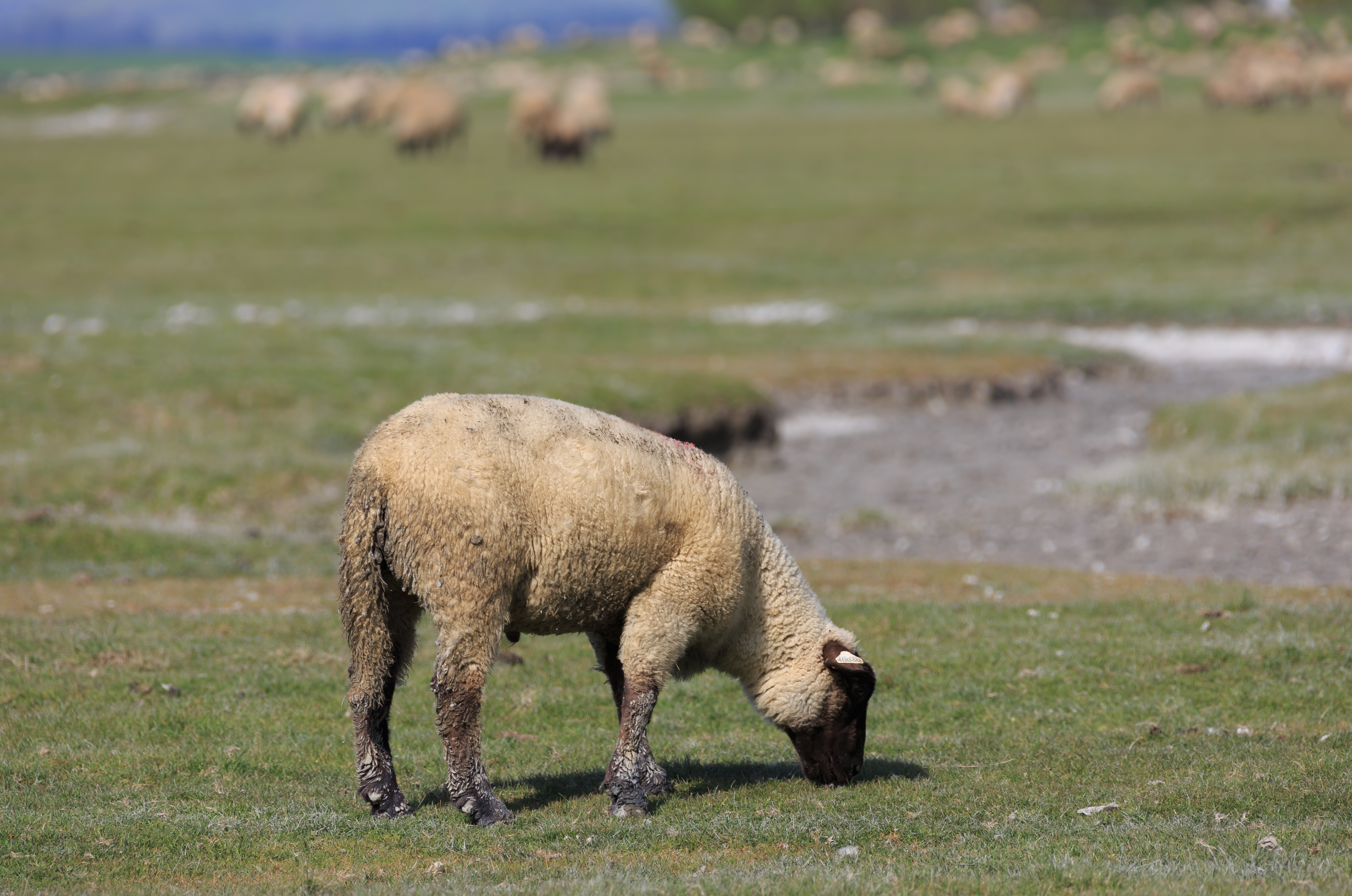
Agneau de prés salés de la baie du Mont-Saint-Michel
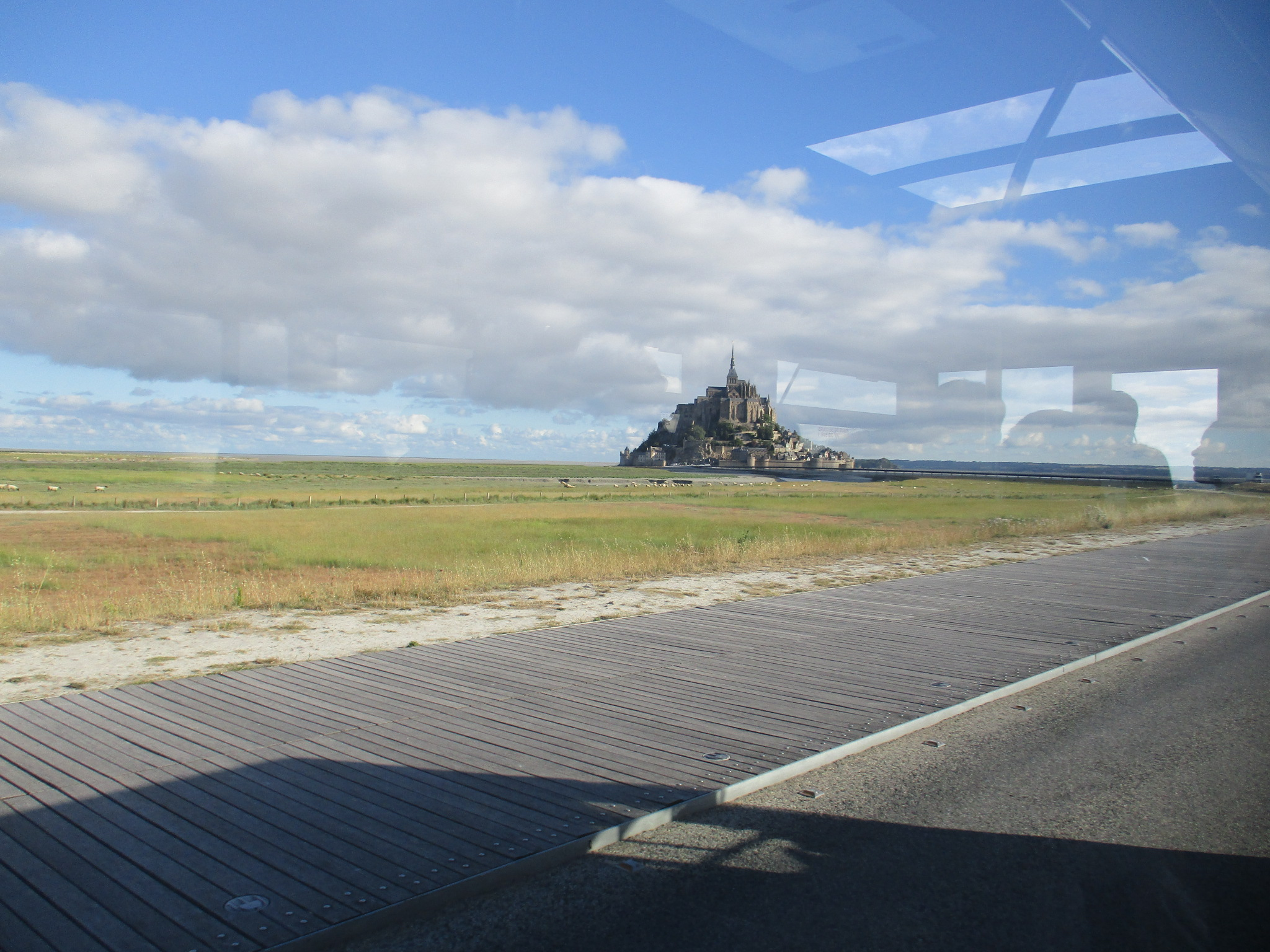
Prés salés du Mont-Saint-Michel
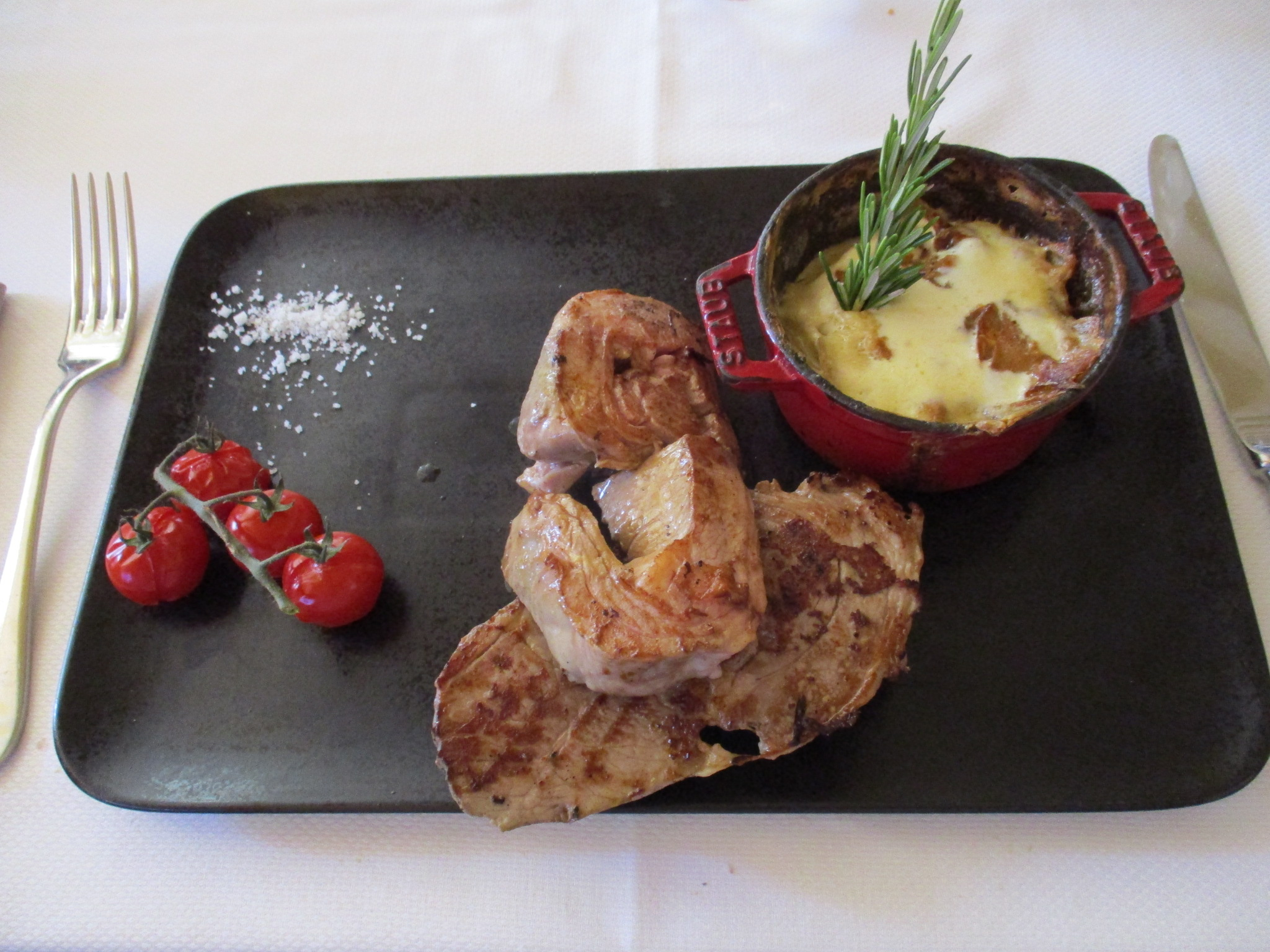
Agneau de prés salés du Mont Saint-Michel

## Élevage
Les prés salés sont des étendues naturelles des parties hautes des estrans de bord de mer, périodiquement inondées d'eau de mer uniquement lors des grandes marées. Ils sont recouverts de flore halophyte à forte salinité et teneur en iode (adaptée à la salinité du sol, avec en particulier la puccinellie maritime, les salicornes annuelles, l'obione faux-pourpier, le troscart maritime, le fétuque rouge et la spartine maritime) donnant à leur viande rosée un goût tendre et subtil particulier, avec un faible taux de gras,,.
Les ovins paissent préférentiellement la puccinellie maritime (graminée appelée « herbe à mouton ») mais leur régime alimentaire varie selon la saison et la phénologie des espèces végétales. Le piétinement des moutons entraîne la régression de l'obione et l'extension de la plante dominante des bas marais (la partie la plus jeune), la puccinellie, qui peut alors s'étendre jusqu'aux hauts marais (marais les plus matures, dominés par le chiendent).Le pâturage des moutons, espèce ingénieure, a pour conséquence de transformer les strates végétales. « Paradoxalement, le pâturage maintien des surfaces d'échange avec le milieu marin en diminuant la rugosité de la végétation tout en éliminant le potentiel exportateur de matière organique du marais ».

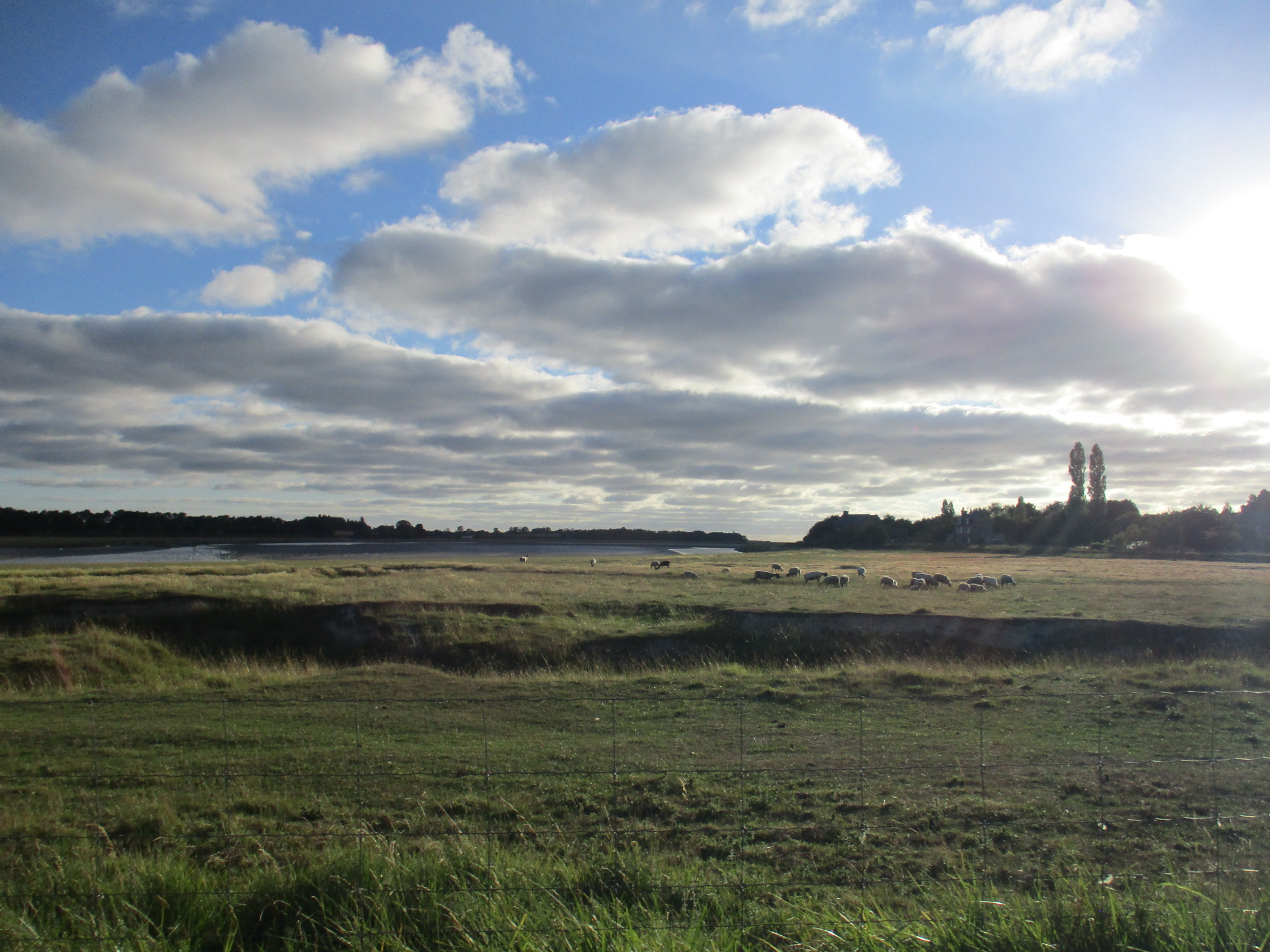
Baie du Mont-Saint-Michel
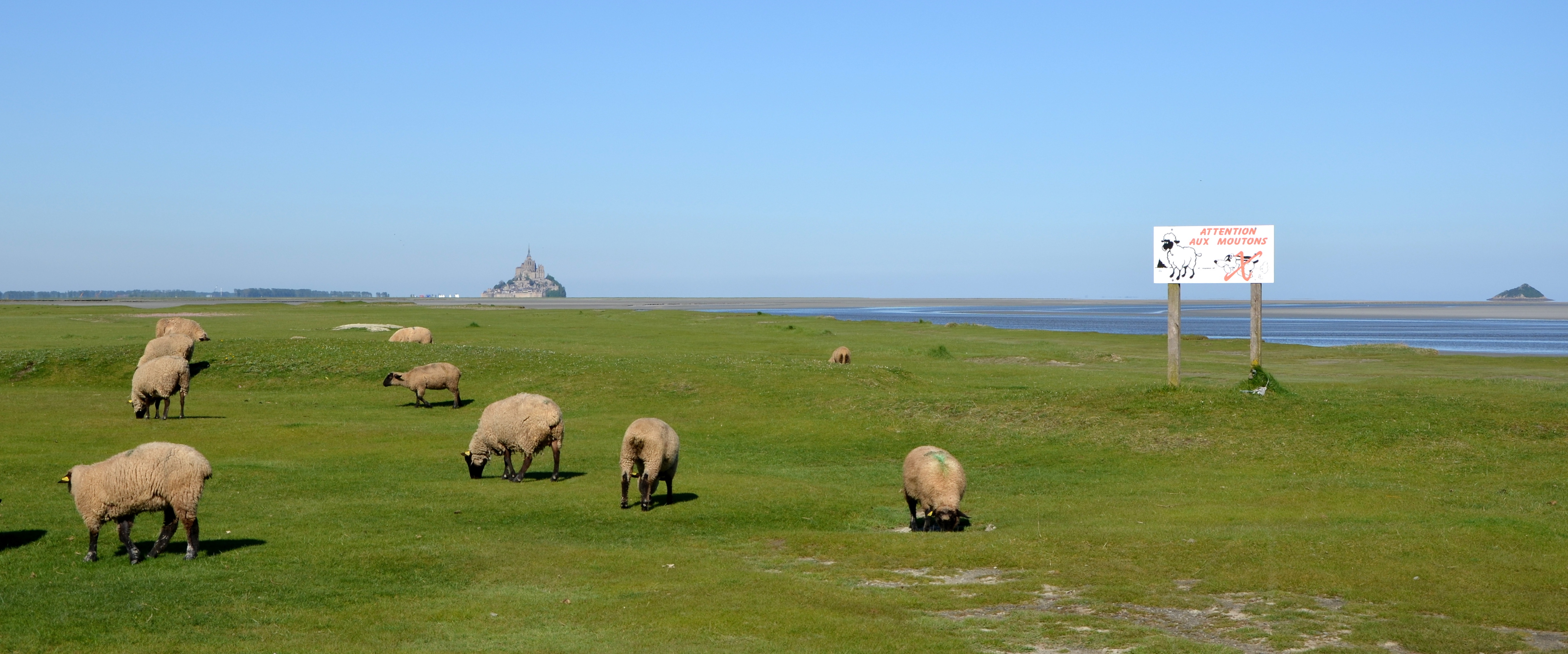
Baie du Mont-Saint-Michel
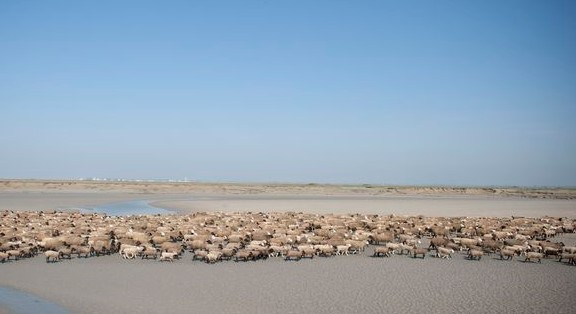
Baie de Somme en Picardie

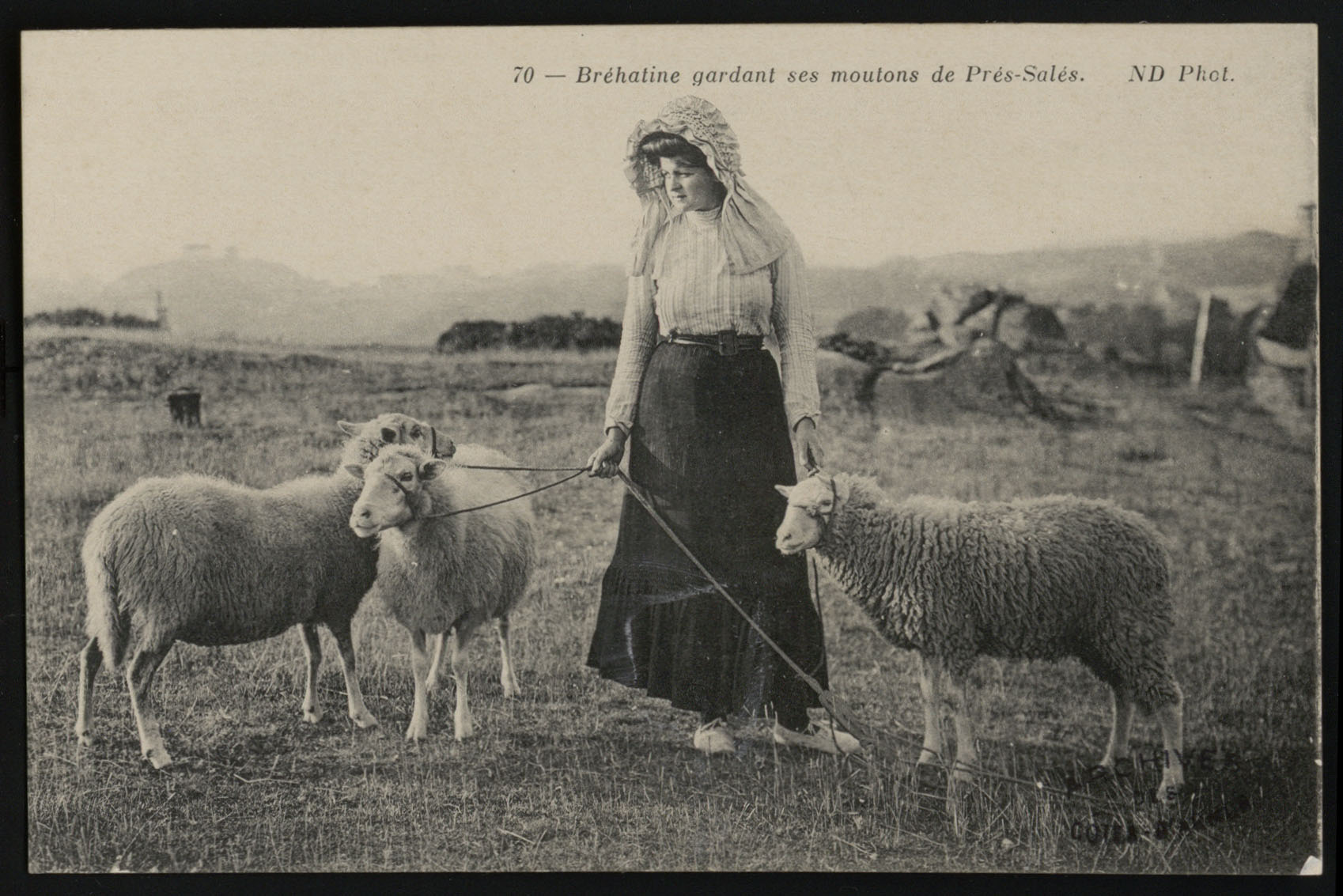
Gardienne bréhatine de mouton de prés salés de l'île de Bréhat en Bretagne, dans les années 1910.

Les grands troupeaux ovins collectifs quittent traditionnellement les bergeries en mars, après la naissance des agneaux et les grandes marées d'équinoxe, et effectuent de longs parcours à travers les prés salés jusqu'à l'automne, pour trouver leur nourriture, dans des conditions géologiques et climatiques parfois difficiles. Ils sont rassemblés dans des parcelles de repli hors du marais pour lors des marées de vives eaux,.
Abattu entre 4 et 6 mois, l'agneau de prés salés profite de l'herbe, ce qui lui donne sa chair rouge et le distingue de l'agneau de lait abattu à moins de 90 jours et donnant une viande blanche.
Les agneaux de prés salés sont également élevés entre autres, dans une moindre mesure, en Allemagne (Wesselburenerkoog, Hamburger Hallig...), aux Pays-Bas, au Royaume-Uni, avec en particulier l’appellation AOP Gower Salt Marsh Lamb de la péninsule de Gower du Pays de Galles,,, ainsi que dans l'estuaire du Saint-Laurent au Quebec, en Gaspésie, dans le Kamouraska, ou à l'île Verte (Québec),.

## Appellations d'origine protégée (AOP)
Trois appellations d'origine sont protégées par l'Union européenne :
- Prés salés de la baie de Somme : appellation d'origine de la baie de Somme protégée par une AOP désignant une carcasse bouchère d'agneau broutard.
- Prés salés du Mont-Saint-Michel : appellation d'origine du Mont-Saint-Michel protégée par une AOP désignant une carcasse bouchère d'agneau broutard.
- Gower Salt Marsh Lamb : appellation d'origine de la péninsule de Gower du Pays de Galles protégée par une AOP, enregistrée malgré l'opposition de France[32].

## Autres viandes d'agneau
- Agneau laiton de l'Aveyron
- Agneau du Bourbonnais
- Agneau du Limousin
- Agneau de Lozère
- Agneau de Pauillac
- Agneau du Périgord
- Agneau du Poitou-Charentes
- Agneau de lait des Pyrénées
- Agneau du Quercy
- Agneau de Sisteron